# 澤生半鈎鯰
澤生半鈎鯰為輻鰭魚綱鯰形目甲鯰科的其中一種，為熱帶淡水魚，分布於南美洲厄瓜多爾西北部及哥倫比亞西南部太平洋沿岸淡水流域，體長可達28公分，棲息在底層水域，生活習性不明。

## 扩展阅读
維基物種上的相關：澤生半鈎鯰